# John Meyers
Edward John Meyers (Cincinnati, 28 giugno 1880 – Volusia, febbraio 1975) è stato un pallanuotista e nuotatore statunitense.

## Carriera
Partecipò alle gare di nuoto e di pallanuoto della III Olimpiade di St. Louis del 1904 e vinse una medaglia di bronzo. Si piazzò terzo, con il Missouri Athletic Club nel torneo di pallanuoto, dopo essere stati battuti in semifinale dal New York Athletic Club per 5-0. Prese parte anche alla gara del miglio stile libero, dove arrivò in finale, senza arrivare nelle prime tre posizioni.

## Palmarès
- Bronzo ai Giochi olimpici di Saint Louis 1904